# E-RDS
E-RDS – nazwa usługi dostępnej w internetowym przesyłaniu strumienia dźwiękowego.
Usługa polega na wysyłaniu informacji tekstowych wraz ze strumieniem dźwięku do odtwarzacza odbiorcy, który wyświetla je zazwyczaj w miejscu nazwy utworu i autora. Zazwyczaj wykorzystywana do emisji krótkich reklam czy dostarczania drobnych informacji, takich jak data, imieniny, konkursy czy informacje o stacji.